# نهر آلامیتوس
نهر آلامیتوس یا نهر لوس آلامیتوس به طول ۷٫۷-مایل  (۱۲٫۴-کیلومتر) است. نهر در سن خوزه، کالیفرنیا، که با خروج از دریاچه آلمادن به رودخانه گوادالوپ تبدیل می‌شود و به نهر گوادالوپ می‌پیوندد.
دفتر ارزیابی خطرات بهداشت محیطی کالیفرنیا برای هر ماهی صید شده در نهر آلامیتوس به دلیل جیوه بالا، «نخورید» صادر کرده‌است.